# (4047) Chang'E
(4047) Chang'E est un astéroïde de la ceinture principale.

## Description
(4047) Chang'E est un astéroïde de la ceinture principale. Il fut découvert en Chine le 8 octobre 1964 à l'observatoire de la Montagne Pourpre. Il présente une orbite caractérisée par un demi-grand axe de 2,61 UA, une excentricité de 0,2075 et une inclinaison de 3,02° par rapport à l'écliptique.
Il fut nommé en référence à Chang'e, personnage de la mythologie chinoise, femme de l’archer Houyi. Séparée de son mari et du reste des humains, elle réside éternellement sur la Lune. C'est aussi le nom de satellites spatiaux et de véhicule lunaires lancés par la Chine.